# Absa Group
Absa Group Limited (también conocida como ABSA o Absa) es el mayor banco de consumo en Sudáfrica.

## Generalidades
Absa tiene su sede en Johannesburgo, está listado en la bolsa de Johannesburgo y es una de las mayores instituciones financieras en Sudáfrica y en el continente africano. El negocio se dirige principalmente a Sudáfrica y al continente africano, donde tiene participaciones accionariales en bancos en Mozambique, Angola, Tanzania, y Zimbabue.
A 30 de junio de 2009, el Grupo tenía 718,2 millones de acciones emitidas y 11,3 millones de clientes; 9211 cajeros automáticos y 36.920 empleos permanentes.
Absa es signataria de la Carta del Sector Financiero sudafricano y uno de los mayores emisores de la cuenta Mzansi (un compromiso de hacer la banca más accesible a nuevas comunidades antes excluidas).

## Historia
Amalgamated Banks of South Africa (Unión de Bancos de Sudáfrica) fue formado a través de la fusión del United Bank (Banco Unido), el Allied Bank (Banco Aliado) y el Grupo Volkskas. Esto fue seguido en 1992 con la adquisición del Grupo Bankorp (que incluía al TrustBank y el Bankfin). Los bancos operaron con su propio nombre hasta 1998, cuando el United, Volkskas, Allied y TrustBank fueron fusionados en una sola marca. El nombre cambió a Absa Group Limited en 1997. En 2005 Barclays Bank del Reino Unido compró el 56,4% de Absa, que representa la mayor inversión extranjera directa en el país. A principios de 2007 la adquisición de Absa por el Barclays Bank fue criticada por el gobernador del Banco de la Reserva de Sudáfrica, Tito Mboweni quien dijo que "aún debían verse los beneficios de la gestión de Absa por el Barclays".

## Organización
ABSA Group Limited está estructurado en un número de divisiones que proporcionan varios servicios:
- ABSA Bank Limited – banca minorista, comercial y mayorista y gestión de activos
- ABSA Servicios Financieros Limited – servicios financieros, seguros a corto y largo plazo, y gestión de patrimonios.
- ABSA Capital Limited – Banco de inversión
- ABSA Gestión de activos
- ABSA Vida
- ABSA Seguros
- ABSA Gestión de fondos
- ABSA Gestión de fondos hipotecarios
- ABSA Salud
- ABSA Servicios de secretariado

Además de todo esto, Absa tiene otras subsidiarias operando a en varias zonas de África (a través de participaciones mayoritarias en Angola, Mozambique y Tanzania y minoritarias en Namibia y Zimbabue), así como otros intereses en el sector bancario e inmobiliario.
A principio de 2006, Absa tomó el control de la subsidiaria sudafricana de Barclays. En los próximos cinco años, Absa y Barclays prevén que Absa tome el control de las operaciones de Barclays en África (excepto Egipto) mediante varias adquisiciones, que pueden hacer de ABSA-Barclays el mayor banco de África.

## Dirección
El nuevo director ejecutivo del Grupo Absa es Arrie Rautenbach. Otros directores ejecutivos de Absa incluyen:
- Deon Raju
- Akash Singh
- Christine Wu
- Charles Russon
- Rajal Vaidya
- Faisal Mkhize
- Geoffrey Lee
- Saviour Chibiya
- Sydney Mbhele
- Johnson Idesoh
- Punki Modise
- Prabashni Naidoo
- Jeanett Modise

## Patrocinio
Absa es patrocinador de muchas actividades en Sudáfrica, de las que las más reconocidas son el equipo nacional sudafricano de rugby (Springboks) y el equipo nacional sudafricano de fútbol (Bafana Bafana). Absa también patrocina la liga de fútbol sudafricana y la Currie Cup, el torneo sudafricano de rugby a 15. Previamente Absa ha patrocinado la Copa de fútbol sudafricana (Absa Cup). A principios de 2005, Absa patrocinó el Gran Premio A1 de naciones en Durban.